# Liste der Kulturdenkmale in Hohndorf

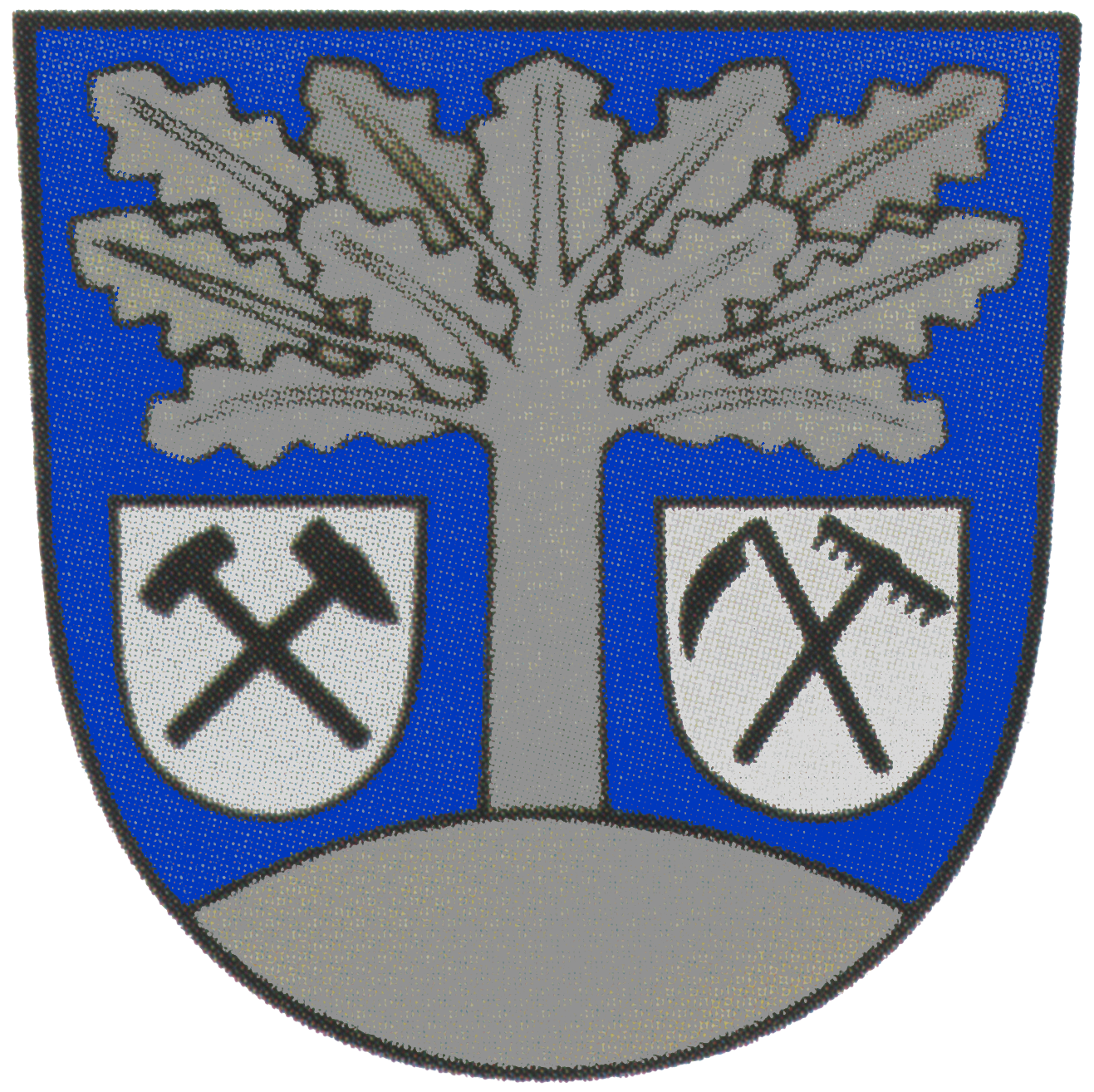
Wappen von Hohndorf

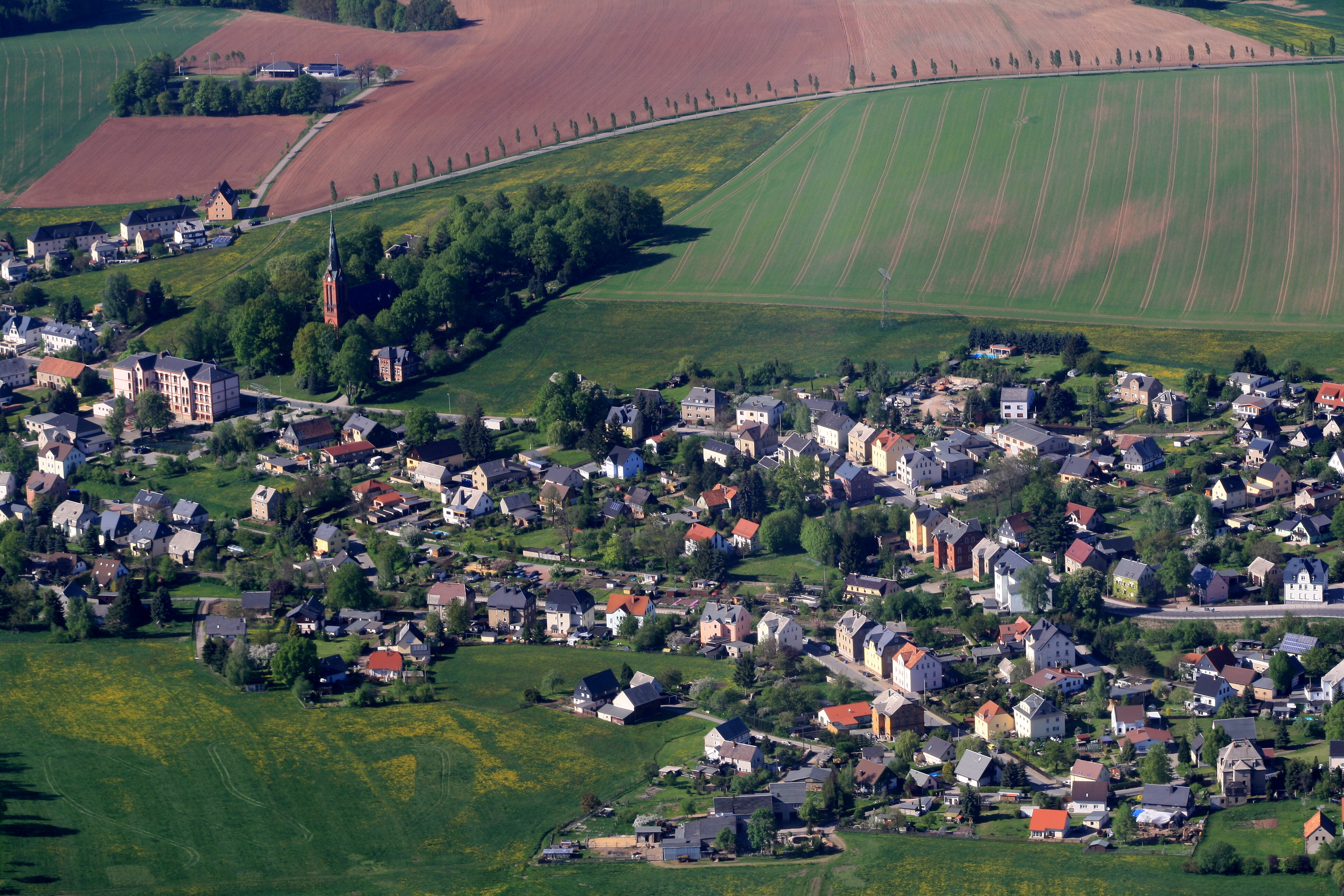
Hohndorf von oben gesehen

Die Liste der Kulturdenkmale in Hohndorf enthält die Kulturdenkmale in Hohndorf.
Diese Liste ist eine Teilliste der Liste der Kulturdenkmale in Sachsen.

## Legende
- Bild: Bild des Kulturdenkmals, ggf. zusätzlich mit einem Link zu weiteren Fotos des Kulturdenkmals im Medienarchiv Wikimedia Commons. Wenn man auf das Kamerasymbol klickt, können Fotos zu Kulturdenkmalen aus dieser Liste hochgeladen werden:
- Bezeichnung: Denkmalgeschützte Objekte und ggf. Bauwerksname des Kulturdenkmals
- Lage: Straßenname und Hausnummer oder Flurstücknummer des Kulturdenkmals. Die Grundsortierung der Liste erfolgt nach dieser Adresse. Der Link (Karte) führt zu verschiedenen Kartendiensten mit der Position des Kulturdenkmals. Fehlt dieser Link, wurden die Koordinaten noch nicht eingetragen. Sind diese bekannt, können sie über ein Tool mit einer Kartenansicht einfach nachgetragen werden. In dieser Kartenansicht sind Kulturdenkmale ohne Koordinaten mit einem roten bzw. orangen Marker dargestellt und können durch Verschieben auf die richtige Position in der Karte mit Koordinaten versehen werden. Kulturdenkmale ohne Bild sind an einem blauen bzw. roten Marker erkennbar.
- Datierung: Baubeginn, Fertigstellung, Datum der Erstnennung oder grobe zeitliche Einordnung entsprechend des Eintrags in der sächsischen Denkmaldatenbank
- Beschreibung: Kurzcharakteristik des Kulturdenkmals entsprechend des Eintrags in der sächsischen Denkmaldatenbank, ggf. ergänzt durch die dort nur selten veröffentlichten Erfassungstexte oder zusätzliche Informationen
- ID: Vom Landesamt für Denkmalpflege Sachsen vergebene, das Kulturdenkmal eindeutig identifizierende Objekt-Nummer. Der Link führt zum PDF-Denkmaldokument des Landesamtes für Denkmalpflege Sachsen. Bei ehemaligen Kulturdenkmalen können die Objektnummern unbekannt sein und deshalb fehlen bzw. die Links von aus der Datenbank entfernten Objektnummern ins Leere führen. Ein ggf. vorhandenes Icon  führt zu den Angaben des Kulturdenkmals bei Wikidata.

## Hohndorf
| Bild                                    | Bezeichnung                                                                                                 | Lage                         | Datierung                         | Beschreibung | ID       |
| --------------------------------------- | --- | ---------------------------- | --------------------------------- | --- | -------- |
| Direkt Bild zu diesem Denkmal hochladen | Gasthausgebäude                                                                                             | Fleischerberg 21 (Karte)     | 1924                              | Putzbau mit Fachwerkgiebeln, Anklänge an den Heimatstil, ortsgeschichtlich von Bedeutung. Fachwerkschmuck in den Giebeln, Giebelspitzen verbrettert, im Obergeschoss Klappläden an den Fenstern, überdachter Eingang | 09229554 |
| Direkt Bild zu diesem Denkmal hochladen | Wohnstallhaus, zwei Seitengebäude und Scheune eines Vierseithofes                                           | Gartenstraße 1 (Karte)       | im Kern 2. Hälfte 18. Jahrhundert | Zeittypische und landschaftstypische Fachwerkbauten, Wohnstallhaus mit altertümlicher Fachwerk-Konstruktion mit Kopf- und Fußstreben, baugeschichtlich von Bedeutung. Hof nicht besichtigt (verschlossen), zwei Seitengebäude massiv | 09229550 |
| Direkt Bild zu diesem Denkmal hochladen | Wohnhaus eines Bauernhofes                                                                                  | Gartenstraße 16 (Karte)      | um 1850                           | Obergeschoss Fachwerk, baugeschichtlich von Bedeutung. Krüppelwalmdach, Fachwerk im Obergeschoss und im Giebel, ein Giebel verkleidet, Erdgeschoss modernisiert (große Fenster) | 09229529 |
| Direkt Bild zu diesem Denkmal hochladen | Seitengebäude eines Bauernhofes                                                                             | Glück-Auf-Straße 52 (Karte)  | bezeichnet 1734                   | Obergeschoss strebenreiches Fachwerk, hölzerner Türstock, baugeschichtlich von Bedeutung. Seitengebäude: Satteldach, Fachwerk im Obergeschoss und im Giebel, an der linken Seite Fachwerk auch im Erdgeschoss, Schiebefenster im Obergeschoss, hölzerner Türstock an der Stalltür (bezeichnet „1734“), Wohnstallhaus (bezeichnet „1863“): modernisiert und ohne Denkmalwert, ein zweites Seitengebäude zum Abriss vorgesehen | 09229552 |
|                                         | Mietshaus                                                                                                   | Hauptstraße 4 (Karte)        | um 1900                           | Mit Gaststätte, Putzfassade, mit Eckturm, ortsgeschichtlich von Bedeutung. Eckturm, Ladeneinbau der Zeit, Öffnungen im Erdgeschoss mit Rundbogen, originale Ladentüre und Haustüren (zwei Eingänge über Eck), über beiden Eingängen Bogenfeld (Putz mit Bemalung) alte Inschrift: „Restaurant Germania“ | 09229546 |
| Direkt Bild zu diesem Denkmal hochladen | Wohnstallhaus (Umgebinde), Seitengebäude (mit Oberlaube) und Scheune eines Vierseithofes                    | Hauptstraße 10 (Karte)       | um 1700                           | Fachwerkgebäude, für die Region seltenes Umgebindehaus, baugeschichtlich von Bedeutung. - Wohnstallhaus: Satteldach, Fachwerk im Obergeschoss, im Erdgeschoss hofseitig drei, giebelseitig zwei Fächer Umgebinde (geblattete Kopfbänder), Blockstube teilweise und Balkendecke erhalten, Fächer außen verputzt, Holztüre im Obergeschoss über der Haustüre, Werkstein-Türstock, Stalldecken um 1870 (Preußische Kappe), Hausbrunnen, - Erstes Seitengebäude: Satteldach, vierbogige Oberlaube, geschweifte Köpfbänder, Doggen, Brüstungsbretter doggenartig ausgesägt, gezimmerte Durchfahrt (höhenversetzt) - Scheune: Satteldach, Fachwerk im Obergeschoss, - Zweites Seitengebäude: Satteldach, massiv (Streichung als Denkmal 2008). | 09229545 |
| Weitere Bilder                          | Sachgesamtheit Kirche, Pfarrhaus und Friedhof Hohndorf                                                      | Hauptstraße 13; 13b (Karte)  | 1889–1892                         | Saalkirche mit eingezogenem Chor und Südturm, Klinkerbau im Stil der Neogotik, von bauhistorischer, ortsbildprägender und ortsgeschichtlicher Bedeutung. Sachgesamtheit mit den Einzeldenkmalen: Kirche (mit Ausstattung), Leichenhalle mit Friedhofsverwaltung (siehe Einzeldenkmal 09229538, Hauptstraße 13b), Pfarrhaus (siehe Einzeldenkmal 09229539, Hauptstraße 13), Friedhof und Kirchplatz (Gartendenkmal) einschließlich Einfriedung (Sachgesamtheitsteil) und Pfarrgarten (Gartendenkmal) - Kirche: Neogotik, rote Klinker, glasierte Ziegel, hoher Turm mit spitzem Helm, Kirchenschiff ohne Säulen, umlaufende Emporen, 2 Heiligenfiguren über dem Hauptportal, vorgelagerte Treppe mit Eisengeländer - Friedhof: alter Baumbestand, Hecke als Einfriedung, - Leichenhalle mit Friedhofsverwaltung (um 1900): teilweise verändert, Fachwerk-Schmuckgiebel, Klinkerapplikation, - Brunnen (um 1900): Beton, schlechter Zustand, - Ehrenmal für die Gefallenen des 1. Weltkrieges an der ehemaligen Freitreppe zu Kirche und Friedhof (zugeschüttet) Zur Kirche vgl.: Neue Sächsische Kirchengalerie, Ephorie Glauchau, S. 346. Brunnen auf dem Friedhof 2015 nicht mehr auffindbar, laut Auskunft eines Friedhofsbesuchers wurde der Brunnen abgebrochen. | 09301606 |
|                                         | Pfarrhaus (siehe auch Sachgesamtheit ID 09301606)                                                           | Hauptstraße 13 (Karte)       | 1892                              | Einzeldenkmal der Sachgesamtheit Kirche, Pfarrhaus und Friedhof Hohndorf: Putzbau mit Ziegelgliederung, baugeschichtlich von Bedeutung. Zwei Gaupen, Mittelrisalit, Traufgesims (Formsteine), Putzflächen, Klinkerapplikation, Polygonalsockel, Stilverwandtschaft zur Schule, Pfarrhaus und Pfarrgarten befinden sich innerhalb der Einfriedung (Hecke) des Friedhofes | 09229539 |
|                                         | Kirche (mit Ausstattung) sowie Leichenhalle mit Friedhofsverwaltung (siehe auch Sachgesamtheit ID 09301606) | Hauptstraße 13b (Karte)      | 1889–1892                         | Saalkirche mit eingezogenem Chor und Südturm, Klinkerbau im Stil der Neogotik, von bauhistorischer, ortsbildprägender und ortsgeschichtlicher Bedeutung (Einzeldenkmal der Sachgesamtheit Kirche, Pfarrhaus und Friedhof Hohndorf) (Beschreibung siehe oben!) | 09229538 |
| Direkt Bild zu diesem Denkmal hochladen | Seitengebäude (mit Oberlaube) eines Vierseithofes                                                           | Hauptstraße 14 (Karte)       | um 1800                           | Landschaftstypisches Fachwerkgebäude, hofseitig seltene Oberlaube, baugeschichtlich von Bedeutung. Satteldach, Giebel verschiefert, wenig vorgekragte Oberlaube mit möglicherweise sechs Bögen, Fachwerk im Erdgeschoss | 09229544 |
| Weitere Bilder                          | Feuerwache mit Turm                                                                                         | Hauptstraße 14b (Karte)      | 1926–1927                         | Zeittypischer Putzbau mit Klinkergliederung, Spitzbogenöffnungen im Erdgeschoss, mit Wohnung im Obergeschoss, baugeschichtlich von Bedeutung. Walmdach, roter Klinker-Turm, fünf Einfahrtstore mit Spitzbögen und zweiflügligen Holztüren (Sprossenteilung im Oberlicht), zwei Arkaden-Bögen mit roten Klinkern abgesetzt | 09229543 |
|                                         | Seitengebäude eines ehemaligen Vierseithofes                                                                | Hauptstraße 16 (Karte)       | um 1800                           | Landschaftstypisches Fachwerkgebäude, baugeschichtlich von Bedeutung. Krüppelwalmdach, Fachwerk im Obergeschoss, alte Fenster, hofseitig vorgelagerter Aufgang verbrettert | 09229542 |
| Direkt Bild zu diesem Denkmal hochladen | Schulgebäude und Turnhalle                                                                                  | Hauptstraße 18 (Karte)       | 1891                              | Putzbau mit Klinkergliederung, baugeschichtlich von Bedeutung. Polygonalsockel, Putzflächen, Klinkerapplikation, zwei Seitenrisalite mit Dreiecksgiebel, zwei Eingänge, Stilverwandtschaft zum Pfarrhaus | 09229541 |
| Direkt Bild zu diesem Denkmal hochladen | Wohnstallhaus eines ehemaligen Vierseithofes                                                                | Hauptstraße 20b (Karte)      | 2. Hälfte 18. Jahrhundert         | Obergeschoss strebenreiches Fachwerk, baugeschichtlich von Bedeutung. - Wohnstallhaus (2. Hälfte 18. Jahrhundert): Satteldach, Giebel verschiefert, Fachwerk im Obergeschoss, alte Fenster, Erdgeschoss verändert, rückwärtig unschöne neuere Anbauten, - Seitengebäude (um 1700): Satteldach, Giebel verbrettert, eingebaute, wahrscheinlich zweibogige Oberlaube (Abbruch 1995) | 09229540 |
| Direkt Bild zu diesem Denkmal hochladen | Seitengebäude (mit Oberlaube) eines ehemaligen Vierseithofes                                                | Hauptstraße 22 (Karte)       | 1. Hälfte 18. Jahrhundert         | Obergeschoss Fachwerk, baugeschichtlich von Bedeutung. Satteldach mit einem Schopf, achtbogige Oberlaube (geblattete Kopfbänder), Erdgeschoss durch Garageneinbau entstellt | 09229537 |
| Direkt Bild zu diesem Denkmal hochladen | Wohnstallhaus, Seitengebäude und Toranlage eines Dreiseithofes                                              | Hauptstraße 31 (Karte)       | um 1800                           | Wohnstallhaus Obergeschoss Fachwerk, baugeschichtlich von Bedeutung. - Wohnstallhaus (um 1800): Satteldach, rückwärtig drei Fledermausluken, Giebel verschiefert, hofseitig Fachwerk im Obergeschoss, rückseitig Obergeschoss verschiefert, anstelle des ehemaligen Backhauses späterer Anbau im Stil des Seitengebäudes, - Seitengebäude vermutlich mit ehemaligem Pferdestall (um 1900): Überstehendes Satteldach, Dreiecksgiebel mittig, drei Tore mit Segmentbogen, Klinkerapplikation, Holzlattenzaun, schönes Holztor, Hof nicht zugänglich | 09229535 |
| Direkt Bild zu diesem Denkmal hochladen | Wohnhaus | Hauptstraße 46 (Karte)       | um 1900                           | Mit Laden, rotes Klinkergebäude, ortsentwicklungsgeschichtlich und baugeschichtlich von Bedeutung. Roter Klinkerbau, überstehendes Krüppelwalmdach, Mittelrisalit mit Dreiecksgiebel (Holzschmuck in der Giebelspitze), Polygonalsockel, originale Holzsprossenfenster (grün gestrichen), Ladeneinbau der Zeit | 09229534 |
|                                         | Wohnhaus | Kalichstraße 4 (Karte)       | um 1900                           | Rote Klinkerfassade mit Fachwerkgiebel, baugeschichtlich von Bedeutung. Roter Klinkerbau, überstehendes Dach, Fachwerkschmuck an beiden Giebeln (am Südgiebel verputzt), Jugendstilschmuck über den Fenstern, Polygonalsockel, hölzernes Vorhäuschen (Glasätzungen) | 09229547 |
| Direkt Bild zu diesem Denkmal hochladen | Wohnhaus | Obere Angerstraße 16 (Karte) | um 1900                           | Zeittypisches gelbes Klinkergebäude, baugeschichtlich von Bedeutung. Gelber Klinkerbau, überstehendes Krüppelwalmdach, Mittelrisalit, Zwerchgiebel, Polygonalsockel, freistehendes Nebengebäude im gleichen Stil | 09229531 |
| Direkt Bild zu diesem Denkmal hochladen | Wohnstallhaus (Umgebinde), Scheune und zwei Seitengebäude eines Vierseithofes                               | Plutostraße 8b (Karte)       | Anfang 18. Jahrhundert            | Wohnstallhaus Obergeschoss Fachwerk verschiefert, Fachwerk-Scheune, baugeschichtlich von Bedeutung. - Wohnstallhaus: Steiles Satteldach, Obergeschoss und Südgiebel verschiefert, Nordgiebel verbrettert, hofseitig und an der südlichen Giebelseite je zwei Fächer Umgebinde, Kopfbänder und Rähm mit geschweiftem Schnitzwerk verziert, die bei der Erfassung 1959 vorhandene Blockstube mit Balkendecke ist von außen nicht sichtbar (Fächer sind verputzt), - Scheune: Satteldach, Fachwerk im Obergeschoss und im Erdgeschoss (halbe Mann-Figur) | 09229536 |
| Direkt Bild zu diesem Denkmal hochladen | Wohnstallhaus und Seitengebäude eines Bauernhofes                                                           | Poststraße 10 (Karte)        | um 1750                           | Beide Gebäude Obergeschoss Fachwerk, baugeschichtlich von Bedeutung, - Wohnstallhaus: Satteldach, Giebel verschiefert, Fachwerk im Obergeschoss, Schiebefenster - Seitengebäude: An der linken Seite verlängert, Satteldach, Fachwerk im Obergeschoss (geblattetes Kopfband), Giebel verkleidet, Schiebefenster und Tür im Obergeschoss, Scheune durch Garage ersetzt | 09229528 |
| Direkt Bild zu diesem Denkmal hochladen | Wohnstallhaus eines Bauernhofes                                                                             | Poststraße 14 (Karte)        | 1. Drittel 18. Jahrhundert        | Obergeschoss strebenreiches Fachwerk, baugeschichtlich von Bedeutung. Satteldach, Fachwerk im Obergeschoss und im Giebel (halbe Mann-Figuren), im Obergeschoss Türen, Erdgeschoss verändert, leerstehend | 09229533 |
|                                         | Wohnhaus eines Bauernhofes                                                                                  | Rödlitzer Straße 23 (Karte)  | Mitte 17. Jahrhundert             | Obergeschoss Fachwerk mit doppelten Andreaskreuzen und Kopfstreben, besondere baugeschichtliche Bedeutung. Satteldach, Fachwerk im Obergeschoss und im Giebel (rundherumlaufend Andreaskreuze, paarweise bzw. dreifach im Fach), Giebelspitze und anderer Giebel verschiefert | 09229551 |
| Direkt Bild zu diesem Denkmal hochladen | Wohnhaus | Rödlitzer Straße 71 (Karte)  | um 1850                           | Obergeschoss Fachwerk verschiefert, klassizistischer Türstock, baugeschichtlich von Bedeutung. Krüppelwalmdach, Obergeschoss und Giebel verkleidet, Fenstergewände und Türstock aus Porphyr (Zahnschnitt), durchgehend neue Einscheibenfenster | 09229548 |
| Direkt Bild zu diesem Denkmal hochladen | Wohnhaus mit Einfriedung                                                                                    | Rödlitzer Straße 73 (Karte)  | um 1900                           | Rote Klinkerfassade, baugeschichtlich von Bedeutung. Roter Klinkerbau, Mittelrisalit, Dacherker mit Dreiecksgiebel, Polygonalsockel, vorgelagerte Polygonalmauer mit Eisenzaun | 09229549 |
| Weitere Bilder                          | Ehemalige Schule (ohne Anbau), später Gemeindeamt                                                           | Rödlitzer Straße 84 (Karte)  | 1873, später überformt            | Schulgebäude mit Glockenturm, heute Rathaus, ortshistorisch und baugeschichtlich von Bedeutung. Krüppelwalmdach, Mittelrisalit, Glockenturm mit spitzem Helm, Rundbogenportal mit plastischem Bauschmuck | 09229722 |